# Amtsbezeichnung
Die Amtsbezeichnung gibt das statusrechtliche Amt eines Amtsträgers (Beamter oder Richter) in Deutschland an. Bei Soldaten entspricht die Amtsbezeichnung dem Dienstgrad (siehe: Dienstgrade der Bundeswehr). Im Vorbereitungsdienst führen Beamte auf Widerruf anstelle der Amts- eine Dienstbezeichnung (bis zur Dienstrechtsreform 2009 galt dies auch in der laufbahnrechtlichen Probezeit, siehe Anstellung (Beamtenrecht)).
In Österreich wird stattdessen vom Amtstitel gesprochen. Dieser Begriff war auch in Deutschland üblich, wo er jedoch in der ersten Hälfte des 20. Jahrhunderts vom Begriff der Amtsbezeichnung abgelöst wurde.

## Grundlagen
Eine Amtsbezeichnung hat der Beamte in der Regel mit der erstmaligen Verleihung eines statusrechtlichen Amts (z. B. im Eingangsamt einer Laufbahn als Beamter auf Probe). Der Missbrauch von Amtsbezeichnungen ist in Deutschland ein Vergehen gemäß § 132a StGB. In den Besoldungsordnungen sind Amtsbezeichnungen festgelegt, die nur in dieser Form benutzt werden dürfen (Sonderamtsbezeichnungen), der übergroße Teil sind jedoch die Grundamtsbezeichnungen, die in der Regel nur mit einem die jeweilige Laufbahn kennzeichnenden Zusatz verwendet werden dürfen.

### Weibliche Amtsbezeichnungen
Beamtinnen und Richterinnen führen die Amtsbezeichnung sofern möglich in der weiblichen Form. Die Ausnahme bilden die Bezeichnungen Amtmann/Amtfrau. Früher wurde statt „Amtfrau“ als weibliche Form „Amtmännin“ verwendet. In den 1980er Jahren weigerte sich eine niedersächsische Rechtspflegerin ein Jahr lang, die Ernennungsurkunde entgegenzunehmen, solange sie nicht auf „Justizamtfrau“ statt auf „Justizamtmännin“ ausgestellt war.

## Beamte (ohne Staatsanwälte)
Die Amtsbezeichnungen werden durch den Bund und die Länder für ihre jeweiligen Beamten festgelegt. Sie können aus einer Grundamtsbezeichnung und einem Zusatz zur Grundamtsbezeichnung bestehen.

### Bundesbeamte
Der Bundespräsident legt grundsätzlich die Amtsbezeichnungen für Bundesbeamte fest. (§ 86 Abs. 1 BBG) Beamte führen im Dienst die Amtsbezeichnung des ihnen übertragenen Amtes. Sie dürfen sie auch außerhalb des Dienstes führen sowie im Ruhestand mit dem Zusatz „außer Dienst“ oder „a. D.“ (§ 86 Abs. 2 BBG). Entlassenen Beamten kann die oberste Dienstbehörde die Erlaubnis erteilen, die Amtsbezeichnung mit diesem Zusatz sowie die im Zusammenhang mit dem Amt verliehenen Titel zu führen. Die Erlaubnis kann zurückgenommen werden, wenn die frühere Beamtin oder der frühere Beamte sich ihrer als nicht würdig erweist. (§ 39 Sätze 2 und 3 BBG)
Amtsbezeichnungen sind in der Bundesbesoldungsordnung den Besoldungsgruppen zugeordnet. Grundamtsbezeichnungen nach Anlage I (zu § 20 Absatz 2 Satz 1) Bundesbesoldungsordnungen A und B sowie Amtsbezeichnungen ohne Zusatz sind in den jeweiligen Besoldungsgruppen:
- A 3 Hauptamtsgehilfe, Oberaufseher, Oberschaffner, Oberwachtmeister
- A 4 Amtsmeister, Hauptaufseher, Hauptschaffner, Hauptwachtmeister, Oberwart
- A 5 Betriebsassistent, Erster Hauptwachtmeister, Hauptwart, Oberamtsmeister
- A 6 Betriebsassistent, Erster Hauptwachtmeister, Hauptwart, Oberamtsmeister, Sekretär
- A 7 Brandmeister, Oberlokomotivführer, Obersekretär, Oberwerkmeister, Polizeimeister
- A 8 Hauptlokomotivführer, Hauptsekretär, Hauptwerkmeister, Oberbrandmeister, Polizeiobermeister
- A 9 (mittlerer Dienst) Amtsinspektor, Betriebsinspektor, Hauptbrandmeister, Polizeihauptmeister
- A 9 (gehobener Dienst) Inspektor, Kapitän, Konsulatssekretär, Kriminalkommissar, Polizeikommissar
- A 10 Konsulatssekretär Erster Klasse, Kriminaloberkommissar, Oberinspektor, Polizeioberkommissar, Seekapitän
- A 11 Amtmann, Kanzler, Kriminalhauptkommissar, Polizeihauptkommissar, Seeoberkapitän
- A 12 Amtsrat, Kanzler Erster Klasse, Kriminalhauptkommissar, Polizeihauptkommissar, Rechnungsrat, Seehauptkapitän
- A 13 (gehobener Dienst): Erster Kriminalhauptkommissar, Erster Polizeihauptkommissar, Fachschuloberlehrer, Kanzler Erster Klasse, Konsul, Oberamtsrat, Oberrechnungsrat, Seehauptkapitän
- A 13 (höherer Dienst): Akademischer Rat, Kustos, Legationsrat, Rat, Pfarrer, Studienrat
- A 14 Akademischer Oberrat, Fachschuldirektor, Konsul Erster Klasse, Legationsrat Erster Klasse, Oberkustos, Oberrat, Oberstudienrat, Regierungsschulrat, Pfarrer
- A 15 Akademischer Direktor, Botschafter, Botschaftsrat, Bundesbankdirektor, Dekan, Direktor, Generalkonsul, Gesandter, Hauptkustos, Museumsdirektor und Professor, Vortragender Legationsrat, Direktor einer Fachschule, Regierungsschuldirektor, Studiendirektor
- A 16 Abteilungsdirektor, Abteilungspräsident, Botschafter, Botschaftsrat Erster Klasse, Bundesbankdirektor, Direktor, Generalkonsul, Gesandter, Leitender Akademischer Direktor, Leitender Dekan, Leitender Direktor, Ministerialrat, Museumsdirektor und Professor, Vortragender Legationsrat Erster Klasse, Leitender Regierungsschuldirektor, Oberstudiendirektor
- B 1 Direktor und Professor
- B 2 Abteilungsdirektor, Abteilungspräsident, Direktor, Direktor und Professor, Vizepräsident
- B 3 Abteilungsdirektor, Abteilungspräsident, Abteilungsdirektor bei der Deutschen Rentenversicherung Bund, Abteilungsdirektor bei der Deutschen Rentenversicherung Knappschaft-Bahn-See, Abteilungspräsident beim Bundesamt für Soziale Sicherung, Botschafter, Bundesbankdirektor, Direktor, Direktor und Professor, Generalkonsul, Gesandter, Kurator der Museumsstiftung Post und Telekommunikation, Leitender Postdirektor, Ministerialrat, Vizepräsident, Vortragender Legationsrat Erster Klasse
- B 4 Direktor, Erster Direktor, Leitender Direktor des Marinearsenals, Präsident, Vizepräsident
- B 5 Bundesbankdirektor, Direktor, Direktor und Professor, Erster Direktor, Generaldirektor der Staatsbibliothek der Stiftung Preußischer Kulturbesitz, Generaldirektor und Professor der Staatlichen Museen der Stiftung Preußischer Kulturbesitz, Inspekteur der Bereitschaftspolizeien der Länder, Oberdirektor, Präsident, Präsident und Professor, Vizepräsident, Vizedirektor
- B 6 Botschafter, Bundesbankdirektor, Bundeswehrdisziplinaranwalt, Direktionspräsident bei der Generalzolldirektion, Direktor, Direktor und Professor, Erster Direktor, Generaldirektor der Deutschen Nationalbibliothek, Generalkonsul, Gesandter, Leiter des Militärrabbinats, Militärgeneraldekan, Militärgeneralvikar, Ministerialdirigent, Oberdirektor, Präsident, Präsident und Professor, Vizepräsident
- B 7, Direktor, Oberdirektor, Präsident, Präsident und Professor, Vizepräsident
- B 8, Direktor, Erster Direktor, Präsident, Präsident und Professor
- B 9, Botschafter, Bundesbankdirektor, Direktor beim Bundesverfassungsgericht, Ministerialdirektor, Präsident, Vizepräsident des Bundesrechnungshofes
- B 10 Ministerialdirektor, Präsident der Deutschen Rentenversicherung Bund
- B 11 Präsident des Bundesrechnungshofes, Staatssekretär

Siehe auch: Anlage 1 (zu § 9 Absatz 1) Bundeslaufbahnverordnung (BLV)
Die Zusätze zu den Grundamtsbezeichnungen legt das Bundesministerium des Innern und für Heimat fest. Den Grundamtsbezeichnungen können Zusätze, die
1. auf den Dienstherrn oder den Verwaltungsbereich
2. auf die Laufbahn
3. auf die Fachrichtung

hinweisen, beigefügt werden. Die Grundamtsbezeichnungen Rat, Oberrat, Direktor und Leitender Direktor dürfen nur in Verbindung mit einem entsprechenden Zusatz verliehen werden.
Im unmittelbaren Bundesbereich wird in der Regel der Zusatz Regierungs- für nichttechnische oder Technischer Regierungs- für technische Laufbahnen verwendet (z. B. Regierungssekretär, Technischer Regierungssekretär). In speziellen Laufbahnen des unmittelbaren Bundesdienstes werden die Zusätze Wissenschaftlicher (im höheren Dienst bei forschenden Einrichtungen), Bibliotheks-, Zoll- und Zollschiffs- (beim Zoll), Schiff- (im nautischen Dienst) Post- (Deutsche Post AG und Postbank), Fernmelde- (Deutsche Bundespost, Deutsche Telekom), Bundesbahn- (Bundeseisenbahnvermögen) und Betriebs- (für Laufbahn der Aufseher beim Bundeseisenbahnvermögen) verwendet.
Im mittelbaren Bundesbereich (Sozialversicherungsträger) wurde der Zusatz Verwaltungs-, bei der Deutschen Bundesbank wird der Zusatz Bundesbank- verwendet.
Das Bundesministerium des Innern und für Heimat hat folgende Zusätze zu den Grundamtsbezeichnungen der Bundesbesoldungsordnung A bekannt gemacht:
| BesGr | Grundamtsbezeichnung     | zulässiger Zusatz |
| ----- | ------------------------ | --- |
| A 3   | Hauptamtsgehilfe         | bei der Bundesagentur für Arbeit Bundesbank- Technischer |
| A 3   | Oberaufseher             | Betriebs- |
| A 3   | Oberschaffner            | Post- |
| A 3   | Oberwachtmeister         | Justiz- Zoll- |
| A 4   | Amtsmeister              | bei der Bundesagentur für Arbeit Bundesbank- Technischer |
| A 4   | Hauptaufseher            | Betriebs- |
| A 4   | Hauptschaffner           | Post- |
| A 4   | Hauptwachtmeister        | Justiz- Zoll- |
| A 5   | Betriebsassistent        | Bundesbahn- Post- |
| A 5   | Erster Hauptwachtmeister | Justiz- Zoll- |
| A 5   | Hauptwart                | Post- |
| A 5   | Oberamtsmeister          | bei der Bundesagentur für Arbeit Bundesbank- Technischer |
| A 6   | Betriebsassistent        | Bundesbahn- Bundesfernstraßen- Post- |
| A 6   | Erster Hauptwachtmeister | Justiz- Zoll- |
| A 6   | Hauptwart                | Post- |
| A 6   | Oberamtsmeister          | bei der Bundesagentur für Arbeit Bundesbank- Technischer |
| A 6   | Sekretär                 | Archiv- bei der Bundesagentur für Arbeit Bibliotheks- Bundesbahn- Bundesbank- Bundesfernstraßen- Forst- Justiz- Post- Regierungs- Schiffs- Steuer- Technischer Bundesbahn- Technischer Bundesfernstraßen- Technischer Regierungs- Zoll- |
| A 7   | Obersekretär             | Archiv- bei der Bundesagentur für Arbeit Bibliotheks- Bundesbahn- Bundesbank- Bundesfernstraßen- Forst- Justiz- Post- Regierungs- Schiffs- Steuer- Technischer Bundesbahn- Technischer Bundesfernstraßen- Technischer Post- Technischer Regierungs- Zoll- |
| A 8   | Hauptsekretär            | Archiv- bei der Bundesagentur für Arbeit Bibliotheks- Bundesbahn- Bundesbank- Bundesfernstraßen- Forst- Justiz- Post- Regierungs- Schiffs- Steuer- Technischer Bundesbahn- Technischer Bundesfernstraßen- Technischer Post- Technischer Regierungs- Zoll- |
| A 9   | Amtsinspektor            | Archiv- bei der Bundesagentur für Arbeit Bibliotheks- Bundesbank- Forst- Justiz- Regierungs- Schiffs- Steuer- Technischer Technischer Regierungs- Zoll- |
| A 9   | Betriebsinspektor        | Bundesbahn- Bundesfernstraßen- Lokomotiv- Post- Technischer Bundesbahn- Technischer Bundesfernstraßen- Technischer Post- |
| A 9   | Inspektor                | Archiv- bei der Bundesagentur für Arbeit Bibliotheks- Brand- Bundesbahn- Bundesbank- Bundesfernstraßen- Forst- Justiz- Post- Regierungs- Steuer- Technischer Bundesbahn- Technischer Bundesfernstraßen- Technischer Post- Technischer Regierungs- Zoll- |
| A 10  | Oberinspektor            | Archiv- bei der Bundesagentur für Arbeit Bibliotheks- Brand- Bundesbahn- Bundesbank- Bundesfernstraßen- Forst- Justiz- Post- Regierungs- Schiffs- Steuer- Technischer Bundesbahn- Technischer Bundesfernstraßen- Technischer Regierungs- Zoll- |
| A 11  | Amtmann                  | Archiv- bei der Bundesagentur für Arbeit Bibliotheks- Brand- Bundesbahn- Bundesbank- Bundesfernstraßen- Forst- Justiz- Post- Regierungs- Schiffs- Steuer- Technischer Bundesbahn- Technischer Bundesfernstraßen- Technischer Regierungs- Zoll- |
| A 12  | Amtsrat                  | Archiv- bei der Bundesagentur für Arbeit Bibliotheks- Brand- Bundesbahn- Bundesbank- Bundesfernstraßen- Forst- Justiz- Post- Regierungs- Schiffs- Steuer- Technischer- Technischer Bundesbahn- Technischer Bundesfernstraßen- Technischer Regierungs- Zoll- |
| A 13  | Oberamtsrat              | Archiv- bei der Bundesagentur für Arbeit Bibliotheks- Brand- Bundesbahn- Bundesbank- Bundesfernstraßen- Forst- Justiz- Post- Regierungs- Schiffs- Steuer- Technischer- Technischer Bundesbahn- Technischer Bundesfernstraßen- Technischer Regierungs- Zoll- |
| A 13  | Pfarrer                  | Militär- |
| A 13  | Rat                      | Archiv- bei der Bundesagentur für Arbeit Bibliotheks- Brand- Bundesbahn- Bundesbank- Bundesfernstraßen- Forst- Kriminal- Medizinal- Medizinal- … bei der Bundesagentur für Arbeit Medizinal- … bei der Bundespolizei Polizei- Post- Regierungs- Technischer Bundesfernstraßen- Technischer … bei der Bundesagentur für Arbeit Technischer Regierungs- Wissenschaftlicher                                |
| A 14  | Oberrat                  | Archiv- bei der Bundesagentur für Arbeit Bibliotheks- Brand- Bundesbahn- Bundesbank- Bundesfernstraßen- Forst- Kriminal- Medizinal- Medizinal- … bei der Bundesagentur für Arbeit Medizinal- … bei der Bundespolizei Polizei- Post- Regierungs- 1) Technischer Bundesfernstraßen- Technischer … bei der Bundesagentur für Arbeit Technischer Regierungs- 2) Wissenschaftlicher                          |
| A 14  | Pfarrer                  | Militär- |
| A 15  | Dekan                    | Militär- |
| A 15  | Direktor                 | Archiv- bei der Bundesagentur für Arbeit Bibliotheks- Brand- Bundesbahn- Bundesbank- Bundesfernstraßen- Forst- Kriminal- Medizinal- Medizinal- … bei der Bundespolizei Polizei- Post- Regierungs- Technischer Bundesfernstraßen- Technischer Regierungs- Wissenschaftlicher |
| A 16  | Direktor                 | der Bundesstelle für Eisenbahnunfalluntersuchung der Bundesstelle für Flugunfalluntersuchung der Bundesstelle für Seeunfalluntersuchung des Geheimen Staatsarchivs der Stiftung Preußischer Kulturbesitz des Ibero-Amerikanischen Instituts der Stiftung Preußischer Kulturbesitz des Staatlichen Instituts für Musikforschung der Stiftung Preußischer Kulturbesitz einer Wehrtechnischen Dienststelle |
| A 16  | Leitender Dekan          | Militär- |
| A 16  | Leitender Direktor       | Archiv- 3) bei der Bundesagentur für Arbeit Bibliotheks- 3) Brand- 3) Bundesbahn- 3) Bundesfernstraßen- 3) Forst- 3) Kriminal- 3) Medizinal- 3) Medizinal- … bei der Bundespolizei 3) Polizei- 3) Post- 3) Regierungs- 3) Technischer Bundesfernstraßen- 3) Technischer Regierungs- 3) Wissenschaftlicher 3)                                                                                            |

Mit Fettdruck gekennzeichnete Grundamtsbezeichnungen dürfen nur in Verbindung mit einem Zusatz verliehen werden. Bei den obersten Bundesbehörden werden die Grundamtsbezeichnungen Amtsinspektor, Amtsrat und Oberamtsrat ohne Zusatz geführt. Nur der Zusatz Technischer ist zulässig. Für Funktionen mit ausgelaufenen Sonderbezeichnungen bei den Sozialversicherungsträgern werden künftig Grundamtsbezeichnungen verwendet. Amtsinhaber mit ausgelaufenen Amtsbezeichnungen tragen die Amtsbezeichnung bis zu einer erneuten Ernennung oder bis zum Eintritt in den Ruhestand weiter.
Die Zusätze zu den Grundamtsbezeichnungen der Bundesbesoldungsordnung B sind wie folgt festgesetzt:

| BesGr | Grundamtsbezeichnung    | zulässiger Zusatz | Voraussetzung für die Verleihung des Amtes |
| ----- | ----------------------- | --- | --- |
| B 1   | Direktor und Professor  | beim/bei der… (Der Amtsbezeichnung ist ein Zusatz beizufügen, der auf die wissenschaftliche Forschungseinrichtung oder die Dienststelle oder Einrichtung mit eigenen wissenschaftlichen Forschungsbereichen hinweist, der der Amtsinhaber angehört. Dies gilt für entsprechende Dienststellen und Einrichtungen nach Nummer 2 der Vorbemerkungen zu den Bundesbesoldungsordnungen A und B.) | |
| B 2   | Direktor                | als Beauftragter für das Ehrenamt bei der Bundesanstalt Technisches Hilfswerk | |
| B 2   | Direktor                | als Beauftragter für die Netze des Bundes | |
| B 2   | Direktor                | als Landesbeauftragter bei der Bundesanstalt Technisches Hilfswerk | |
| B 2   | Direktor                | bei der Bundesanstalt für Immobilienaufgaben | |
| B 2   | Direktor                | bei der Bundesnetzagentur für Elektrizität, Gas, Telekommunikation, Post und Eisenbahnen | |
| B 2   | Direktor                | bei der Hochschule des Bundes für öffentliche Verwaltung | als Leiter eines großen Fachbereichs |
| B 2   | Direktor                | bei der Staatsbibliothek der Stiftung Preußischer Kulturbesitz | als der ständige Vertreter des Generaldirektors und Leiter einer Abteilung |
| B 2   | Direktor                | bei der Unfallversicherung Bund und Bahn | – als Leiter des Geschäftsbereichs Künstlersozialversicherung – als stellvertretender Geschäftsführer oder Mitglied der Geschäftsführung |
| B 2   | Direktor                | bei der Bundesagentur für Arbeit | – als Geschäftsführer einer gemeinsamen Einrichtung (Jobcenter) 1) – als Mitglied der Geschäftsführung einer Regionaldirektion – als Leiter eines großen und bedeutenden Bereiches der Zentrale |
| B 2   | Direktor                | bei der Zollverwaltung | als Leiter einer besonders bedeutenden und besonders großen Ortsbehörde der Zollverwaltung |
| B 2   | Direktor                | beim Bundesamt für Ausrüstung, Informationstechnik und Nutzung der Bundeswehr | |
| B 2   | Direktor                | beim Bundesamt für das Personalmanagement der Bundeswehr | |
| B 2   | Direktor                | beim Bundesamt für Infrastruktur, Umweltschutz und Dienstleistungen der Bundeswehr | |
| B 2   | Direktor                | beim Bundesamt für Bauwesen und Raumordnung | |
| B 2   | Direktor                | beim Bundeseisenbahnvermögen | als Leiter einer Dienststelle |
| B 2   | Direktor                | beim Evangelischen Kirchenamt für die Bundeswehr | als der ständige Vertreter des Amtsleiters |
| B 2   | Direktor                | beim Katholischen Militärbischofsamt | als der ständige Vertreter des Amtsleiters |
| B 2   | Direktor                | beim Marinearsenal | – als Leiter eines Arsenalbetriebes – als Leiter des Technischen Systemservice |
| B 2   | Direktor                | des Dienstleistungszentrums der Zollverwaltung | als Leiter der Dienststelle |
| B 2   | Direktor                | eines Rechtsberaterzentrums der Bundeswehr | als Leiter der Dienststelle |
| B 2   | Direktor                | in der Bundesfernstraßenverwaltung 2) | |
| B 2   | Direktor und Professor  | beim/bei der… (Der Amtsbezeichnung ist ein Zusatz beizufügen, der auf die wissenschaftliche Forschungseinrichtung oder die Dienststelle oder Einrichtung mit eigenen wissenschaftlichen Forschungsbereichen hinweist, der der Amtsinhaber angehört. Dies gilt für entsprechende Dienststellen und Einrichtungen nach Nummer 2 der Vorbemerkungen zu den Bundesbesoldungsordnungen A und B.) | – als Leiter einer wissenschaftlichen Forschungseinrichtung – bei einer wissenschaftlichen Forschungseinrichtung oder in einem wissenschaftlichen Forschungsbereich als Leiter einer Abteilung, eines Fachbereichs, eines Instituts sowie einer großen oder bedeutenden Gruppe (Unterabteilung) oder eines großen oder bedeutenden Laboratoriums, soweit sein Leiter nicht einem Unterabteilungsleiter oder Gruppenleiter unmittelbar unterstellt ist |
| B 2   | Direktor und Professor  | bei der Bundesagentur für Arbeit | als Leiter eines großen und bedeutenden Forschungsbereiches beim Institut für Arbeitsmarkt- und Berufsforschung |
| B 2   | Direktor und Professor  | des Deutschen Zentrums für Schienenverkehrsforschung | |
| B 3   | Direktor                | beim/bei der… (Der Amtsbezeichnung ist ein Zusatz beizufügen, der auf die Dienststelle oder sonstige Einrichtung hinweist, der der Amtsinhaber angehört; die Amtsinhaber beim Bundesamt für Verfassungsschutz sind berechtigt, die Amtsbezeichnung „Direktor“ ohne Zusatz zu führen.) | – als Leiter einer Hauptabteilung oder einer gleich zu bewertenden, besonders großen und besonders bedeutenden Abteilung bei einer Bundesoberbehörde oder einer vergleichbaren Bundesanstalt, wenn der Leiter mindestens in Besoldungsgruppe B 8 eingestuft ist – als Leiter einer Abteilung, Unterabteilung oder Gruppe oder als Leiter einer Sonderorganisation bei einem Amt der Bundeswehr, dessen Leiter in Besoldungsgruppe B 9 eingestuft ist – als der ständige Vertreter des Leiters der Abteilung Personalgewinnung im Bundesamt für das Personalmanagement der Bundeswehr |
| B 3   | Direktor                | bei der Bundesagentur für Arbeit | – als Geschäftsführer einer gemeinsamen Einrichtung (Jobcenter) 3) – als Mitglied der Geschäftsführung einer Regionaldirektion – als Vorsitzendes Mitglied der Geschäftsführung einer Regionaldirektion – als Leiter der Familienkasse – als Leiter eines großen und bedeutenden Bereiches der Zentrale |
| B 3   | Direktor                | bei der Bundesakademie für öffentliche Verwaltung | als Leiter einer Lehrgruppe |
| B 3   | Direktor                | bei der Bundesanstalt für Immobilienaufgaben | |
| B 3   | Direktor                | bei der Bundesnetzagentur für Elektrizität, Gas, Telekommunikation, Post und Eisenbahnen | |
| B 3   | Direktor                | bei der Deutschen Nationalbibliothek | – als der ständige Vertreter des Generaldirektors der Deutschen Nationalbibliothek in Frankfurt am Main – als der ständige Vertreter des Generaldirektors der Deutschen Nationalbibliothek in Leipzig |
| B 3   | Direktor                | bei der Führungsakademie der Bundeswehr | als Leiter einer Fakultät |
| B 3   | Direktor                | bei der Unfallversicherung Bund und Bahn | – als Leiter des Geschäftsbereichs Künstlersozialversicherung 4) – als stellvertretender Geschäftsführer oder Mitglied der Geschäftsführung |
| B 3   | Direktor                | beim Befehlshaber des Einsatzführungskommandos der Bundeswehr | als Rechtsberater |
| B 3   | Direktor                | beim Befehlshaber des Multinational Joint Headquarters | als Rechtsberater |
| B 3   | Direktor                | beim Bildungszentrum der Bundeswehr | |
| B 3   | Direktor                | beim Bundesinstitut für Berufsbildung | als Leiter einer Abteilung |
| B 3   | Direktor                | beim Bundesnachrichtendienst (Die Amtsinhaber sind berechtigt, die Amtsbezeichnung „Direktor“ ohne Zusatz zu führen.) | |
| B 3   | Direktor                | beim Inspekteur einer Teilstreitkraft oder eines militärischen Organisationsbereiches | |
| B 3   | Direktor                | beim Luftfahrtamt der Bundeswehr | als Leiter einer Abteilung |
| B 3   | Direktor                | beim Planungsamt der Bundeswehr | als Leiter einer Abteilung |
| B 3   | Direktor                | beim Zentrum für Cyber-Sicherheit der Bundeswehr | als der ständige Vertreter des Amtsleiters |
| B 3   | Direktor                | beim Zentrum Innere Führung der Bundeswehr | als Beauftragter für die Rechtsausbildung in den Streitkräften |
| B 3   | Direktor                | der Bundesanstalt für Verwaltungsdienstleistungen | |
| B 3   | Direktor                | der Bundeszentrale für Kinder- und Jugendmedienschutz | als Vorsitzender der Bundeszentrale für Kinder- und Jugendmedienschutz |
| B 3   | Direktor                | der Bundeswehrverwaltungsstelle USA und Kanada | |
| B 3   | Direktor                | der Schule ABC-Abwehr und Gesetzliche Schutzaufgaben der Bundeswehr | |
| B 3   | Direktor                | der Stiftung Flucht, Vertreibung, Versöhnung | |
| B 3   | Direktor                | des Bundesaufsichtsamtes für Flugsicherung | |
| B 3   | Direktor                | des Bundesinstituts für Kultur und Geschichte der Deutschen im östlichen Europa | |
| B 3   | Direktor                | des Bundesinstituts für Sportwissenschaft | als geschäftsführender Direktor |
| B 3   | Direktor                | des Verpflegungsamtes der Bundeswehr | |
| B 3   | Direktor                | des Brandschutzamtes der Bundeswehr | |
| B 3   | Direktor                | in der Bundesfernstraßenverwaltung 5) | |
| B 3   | Direktor                | in der Bundespolizei | – als Leiter des ärztlichen und sicherheitstechnischen Dienstes – als Leiter einer Abteilung des Bundespolizeipräsidiums – im Bundesministerium des Innern |
| B 3   | Direktor und Professor  | beim/bei der… (Der Amtsbezeichnung ist ein Zusatz beizufügen, der auf die wissenschaftliche Forschungseinrichtung oder die Dienststelle oder Einrichtung mit eigenen wissenschaftlichen Forschungsbereichen hinweist, der der Amtsinhaber angehört. Dies gilt für entsprechende Dienststellen und Einrichtungen nach Nummer 2 der Vorbemerkungen zu den Bundesbesoldungsordnungen A und B.) | – als Leiter einer wissenschaftlichen Forschungseinrichtung – als Mitglied des Präsidiums der Bundesanstalt für Materialforschung und -prüfung – als Mitglied des Präsidiums der Physikalisch-Technischen Bundesanstalt – bei einer wissenschaftlichen Forschungseinrichtung oder in einem wissenschaftlichen Forschungsbereich als Leiter einer großen Abteilung, eines großen Fachbereichs oder eines großen Instituts |
| B 3   | Direktor und Professor  | bei der Bundesagentur für Arbeit | als Leiter eines großen und bedeutenden Forschungsbereiches beim Institut für Arbeitsmarkt- und Berufsforschung |
| B 3   | Direktor und Professor  | bei der Bundesanstalt für Materialforschung und -prüfung | als Mitglied des Präsidiums |
| B 3   | Direktor und Professor  | bei der Physikalisch-Technischen Bundesanstalt | als Mitglied des Präsidiums |
| B 3   | Direktor und Professor  | beim Zentrum für Geoinformationswesen der Bundeswehr | als der Leiter der Abteilung Angewandte Geowissenschaften |
| B 3   | Direktor und Professor  | der Bundesanstalt für Gewässerkunde | |
| B 3   | Direktor und Professor  | der Bundesanstalt für Wasserbau | |
| B 3   | Direktor und Professor  | des Bundesinstituts für Bevölkerungsforschung | als Geschäftsführender Direktor |
| B 3   | Direktor und Professor  | des Kunsthistorischen Instituts in Florenz | |
| B 3   | Direktor und Professor  | des Wehrwissenschaftlichen Instituts für Schutztechnologien – ABC-Schutz | |
| B 3   | Direktor und Professor  | des Wehrwissenschaftlichen Instituts für Werk- und Betriebsstoffe | |
| B 4   | Direktor                | der Bundeszentrale für gesundheitliche Aufklärung | |
| B 4   | Direktor                | des Beschaffungsamtes des BMI | |
| B 4   | Direktor                | einer Wehrtechnischen Dienststelle | |
| B 4   | Direktor                | in der Bundesfernstraßenverwaltung 6) | |
| B 4   | Erster Direktor         | bei der Bundesanstalt für Immobilienaufgaben | |
| B 4   | Erster Direktor         | beim Bundesinstitut für Berufsbildung | als Leiter des Forschungsbereichs und als der ständige Vertreter des Präsidenten |
| B 4   | Erster Direktor         | beim Zentrum für Geoinformationswesen der Bundeswehr | als der ständige Vertreter des Amtschefs |
| B 4   | Erster Direktor         | im Bundeskriminalamt | |
| B 4   | Erster Direktor         | beim Bundesamt für Verfassungsschutz (Die Amtsinhaber sind berechtigt, die Amtsbezeichnung „Direktor“ ohne Zusatz zu führen.) | |
| B 4   | Präsident               | des Bundessortenamtes | |
| B 4   | Präsident               | einer Bundespolizeidirektion | |
| B 5   | Direktor und Professor  | bei der Bundesagentur für Arbeit | als Direktor des Instituts für Arbeitsmarkt- und Berufsforschung |
| B 5   | Direktor und Professor  | der Stiftung Jüdisches Museum Berlin | |
| B 5   | Erster Direktor         | der Unfallversicherung Bund und Bahn | |
| B 5   | Oberdirektor            | bei der Bundesagentur für Arbeit | – als Geschäftsführer bei der Zentrale – als Vorsitzendes Mitglied der Geschäftsführung einer Regionaldirektion |
| B 5   | Präsident               | der Hochschule des Bundes für öffentliche Verwaltung | |
| B 5   | Präsident               | der Zentralen Stelle für Informationstechnik im Sicherheitsbereich | |
| B 5   | Präsident               | des Bundesamtes für Naturschutz | |
| B 5   | Präsident               | des Bundessprachenamtes | |
| B 5   | Präsident               | des Fernstraßen-Bundesamtes | |
| B 5   | Präsident und Professor | der Bundesanstalt für Straßenwesen | |
| B 5   | Präsident und Professor | der Stiftung Deutsches Historisches Museum | |
| B 5   | Präsident und Professor | der Stiftung Haus der Geschichte der Bundesrepublik Deutschland | |
| B 5   | Präsident und Professor | des Bundesamtes für Kartographie und Geodäsie | |
| B 5   | Präsident und Professor | des Bundesamtes für Seeschifffahrt und Hydrographie | |
| B 6   | Direktor und Professor  | beim Bundesbeauftragten für den Datenschutz und die Informationsfreiheit | als der leitende Beamte |
| B 6   | Direktor und Professor  | beim Bundesrechnungshof | |
| B 6   | Direktor und Professor  | in der Bundesfernstraßenverwaltung 7) | |
| B 6   | Direktor und Professor  | bei der Bundesagentur für Arbeit | |
| B 6   | Erster Direktor         | bei der Bundesnetzagentur für Elektrizität, Gas, Telekommunikation, Post und Eisenbahnen | |
| B 6   | Erster Direktor         | beim Bundesamt für Ausrüstung, Informationstechnik und Nutzung der Bundeswehr | |
| B 6   | Erster Direktor         | beim Bundesamt für das Personalmanagement der Bundeswehr | |
| B 6   | Erster Direktor         | beim Bundesamt für Infrastruktur, Umweltschutz und Dienstleistungen der Bundeswehr | |
| B 6   | Erster Direktor         | beim Bundesnachrichtendienst (Die Amtsinhaber sind berechtigt, die Amtsbezeichnung „Erster Direktor“ ohne Zusatz zu führen.) | |
| B 6   | Erster Direktor         | beim Luftfahrtamt der Bundeswehr | als der ständige Vertreter des Amtschefs |
| B 6   | Erster Direktor         | beim Planungsamt der Bundeswehr | als der ständige Vertreter des Amtschefs |
| B 6   | Oberdirektor            | bei der Bundesagentur für Arbeit | – als Geschäftsführer bei der Zentrale – als Vorsitzendes Mitglied der Geschäftsführung einer Regionaldirektion |
| B 6   | Präsident               | der Bundesakademie für öffentliche Verwaltung | |
| B 6   | Präsident               | der Bundesanstalt für den Digitalfunk der Behörden und Organisationen mit Sicherheitsaufgaben | |
| B 6   | Präsident               | der Bundesfinanzakademie | |
| B 6   | Präsident               | der Bundespolizeiakademie 8) | |
| B 6   | Präsident               | der Bundeszentrale für politische Bildung | |
| B 6   | Präsident               | des Bundesamtes für Bevölkerungsschutz und Katastrophenhilfe | |
| B 6   | Präsident               | des Bundesamtes für Güterverkehr | |
| B 6   | Präsident               | des Bundesamtes für Strahlenschutz | |
| B 6   | Präsident               | des Bundesamtes für Verbraucherschutz und Lebensmittelsicherheit | |
| B 6   | Präsident               | des Bundesamtes für zentrale Dienste und offene Vermögensfragen und des Bundesausgleichsamtes | |
| B 6   | Präsident               | des Bundeseisenbahnvermögens | |
| B 6   | Präsident               | des Deutschen Wetterdienstes | |
| B 6   | Präsident               | des Eisenbahn-Bundesamtes | |
| B 6   | Präsident               | des Kraftfahrt-Bundesamtes | |
| B 6   | Präsident               | des Luftfahrt-Bundesamtes | |
| B 6   | Präsident               | einer Bundespolizeidirektion | |
| B 6   | Präsident und Professor | der Bundesanstalt für Arbeitsschutz und Arbeitsmedizin | |
| B 6   | Präsident und Professor | des Bundesinstituts für Risikobewertung | |
| B 6   | Präsident und Professor | des Deutschen Archäologischen Instituts | |
| B 6   | Präsident und Professor | des Friedrich-Loeffler-Instituts, Bundesforschungsinstitut für Tiergesundheit | |
| B 6   | Präsident und Professor | des Johann Heinrich von Thünen-Instituts, Bundesforschungsinstitut für Ländliche Räume, Wald und Fischerei | |
| B 6   | Präsident und Professor | des Julius Kühn-Instituts, Bundesforschungsinstitut für Kulturpflanzen | |
| B 6   | Präsident und Professor | des Max Rubner-Instituts, Bundesforschungsinstitut für Ernährung und Lebensmittel | |
| B 7   | Direktor                | bei der Deutschen Rentenversicherung Knappschaft-Bahn-See | als stellvertretender Geschäftsführer oder Mitglied der Geschäftsführung |
| B 7   | Oberdirektor            | bei der Bundesagentur für Arbeit 9) | als Geschäftsführer bei der Zentrale |
| B 7   | Präsident               | der Bundesakademie für Sicherheitspolitik | |
| B 7   | Präsident               | der Bundesanstalt für Landwirtschaft und Ernährung | |
| B 7   | Präsident               | der Generaldirektion Wasserstraßen und Schifffahrt | |
| B 7   | Präsident               | des Bildungszentrums der Bundeswehr | |
| B 7   | Präsident               | des Bundesamtes für Bauwesen und Raumordnung | |
| B 7   | Präsident               | des Bundesamts für Justiz | |
| B 7   | Präsident               | des Bundesarchivs | |
| B 7   | Präsident               | des Bundesinstituts für Berufsbildung | |
| B 7   | Präsident               | des Bundesamtes für den Militärischen Abschirmdienst | |
| B 7   | Präsident               | des Planungsamtes der Bundeswehr | |
| B 7   | Präsident und Professor | der Bundesanstalt für Geowissenschaften und Rohstoffe | |
| B 7   | Präsident und Professor | des Paul-Ehrlich-Instituts | |
| B 7   | Präsident und Professor | des Robert Koch-Instituts | |
| B 8   | Direktor                | bei der Deutschen Rentenversicherung Bund | als Mitglied des Direktoriums |
| B 8   | Erster Direktor         | der Deutschen Rentenversicherung Knappschaft-Bahn-See | als Geschäftsführer oder Vorsitzender der Geschäftsführung |
| B 8   | Präsident               | der Stiftung Preußischer Kulturbesitz | |
| B 8   | Präsident               | des Bundesamtes für die Sicherheit der nuklearen Entsorgung | |
| B 8   | Präsident               | des Bundesamtes für Familie und zivilgesellschaftliche Aufgaben | |
| B 8   | Präsident               | des Bundesamtes für Sicherheit in der Informationstechnik | |
| B 8   | Präsident               | des Bundesamtes für Wirtschaft und Ausfuhrkontrolle | |
| B 8   | Präsident               | der Bundesanstalt Technisches Hilfswerk | |
| B 8   | Präsident               | des Bundeskartellamtes | |
| B 8   | Präsident               | des Bundeszentralamtes für Steuern | |
| B 8   | Präsident               | des Deutschen Patent- und Markenamtes | |
| B 8   | Präsident               | des Statistischen Bundesamtes | |
| B 8   | Präsident               | des Umweltbundesamtes | |
| B 8   | Präsident und Professor | der Bundesanstalt für Materialforschung und -prüfung | |
| B 8   | Präsident und Professor | der Physikalisch-Technischen Bundesanstalt | |
| B 8   | Präsident und Professor | des Bundesinstituts für Arzneimittel und Medizinprodukte | |
| B 9   | Präsident               | der Generalzolldirektion | |
| B 9   | Präsident               | des Bundesamtes für Ausrüstung, Informationstechnik und Nutzung der Bundeswehr | |
| B 9   | Präsident               | des Bundesamtes für das Personalmanagement der Bundeswehr | |
| B 9   | Präsident               | des Bundesamtes für Infrastruktur, Umweltschutz und Dienstleistungen der Bundeswehr | |
| B 9   | Präsident               | des Bundesamtes für Migration und Flüchtlinge | |
| B 9   | Präsident               | des Bundesamtes für Soziale Sicherung | |
| B 9   | Präsident               | des Bundesamtes für Verfassungsschutz | |
| B 9   | Präsident               | des Bundeskriminalamtes | |
| B 9   | Präsident               | des Bundesnachrichtendienstes | |
| B 9   | Präsident               | des Bundespolizeipräsidiums | |
| B 9   | Präsident               | des Bundesverwaltungsamtes | |

### Landesbeamte (inkl. Kommunalbeamte)
Die Grundamtsbezeichnungen sind in den Landesbesoldungsordnungen festgelegt. Die Zusätze zu den Grundamtsbezeichnungen werden meist vom Innenressort oder der Landesregierung als Kollegialorgan festgelegt.
Beamte der Kommunalverwaltungen sind mittelbare Landesbeamte. Sie führen, neben ihrer Grundamtsbezeichnung in der Regel den Zusatz Gemeinde-, Stadt-, Kreis-, Magistrats- oder Verwaltungs-. Um Verwechslungen mit dem Gemeinderat und dem Stadtdirektor zu vermeiden, werden diese Amtsbezeichnungen nicht vergeben. Entsprechend lauten die Amtsbezeichnungen Gemeindeverwaltungsrat oder, unterschiedlich nach Bundesland, bspw. Gemeindeoberverwaltungsrat/Gemeindeverwaltungsoberrat bzw. Stadtverwaltungsrat oder Leitender Stadtverwaltungsdirektor. Dagegen heißt es jedoch nicht etwa Kreisverwaltungsamtsrat, sondern Kreisamtsrat bzw. Magistratsoberamtsrat/Stadtamtsoberrat. Ebenso verhält es sich bspw. mit Stadtinspektor oder Magistratssekretär. Die Amtsbezeichnung Verwaltungsrat birgt allerdings eine Verwechslungsgefahr mit dem Gremium Verwaltungsrat, als Organ einer juristischen Person des öffentlichen Rechts.
Bei folgenden Amtsbezeichnungen wird die Zulassung des Zusatzes Regierungs- in den Bundesländern unterschiedlich gehandhabt:
- Amtsinspektor
- Amtsrat
- Oberamtsrat

#### Baden-Württemberg
Zu den (Grundamts-)Bezeichnungen nach Landesbesoldungsgesetz Baden-Württemberg siehe Besoldungsordnung A#Landesbesoldungsordnung A Baden-Württemberg.
Folgende Kombinationen aus Grundamtsbezeichnung und Zusatz sind festgelegt:
Zusätze zu den Grundamtsbezeichnungen für die Beamten des Landes
| Grundamtsbezeichnung                    | Zusätze |
| --------------------------------------- | --- |
| Erster Hauptwachtmeister                | Justiz- |
| Sekretär Obersekretär Hauptsekretär     | Archiv- Bibliotheks- Eich- Gerichts- im Justizdienst im Justizwachtmeisterdienst Justiz- Regierungs- Steuer- Technischer Verfassungsschutz- Vermessungs-                                                     |
| Inspektor Oberinspektor Amtmann         | Archiv- Bau- Bibliotheks- Brand- Eich- Forst- Gerichts- im Gerichtsvollzieherdienst im Justizvollzugsdienst Justiz- Landwirtschafts- Regierungs- Sozial- Steuer- Technischer Verfassungsschutz- Vermessungs- |
| Rat Oberrat Direktor Leitender Direktor | Archiv- Bau- Bibliotheks- Brand- Chemie- Eich- Forst- Kriminal- Landwirtschafts- Medizinal- Pharmazie- Polizei- Psychologie- Regierungs- Technischer Verfassungsschutz- Vermessungs- Veterinär-              |
| Pfarrer Dekan                           | im Justizvollzugsdienst |

Zusätze zu den Grundamtsbezeichnungen für die Beamten der Gemeinden, der Landkreise und der sonstigen der Aufsicht des Landes unterstehenden Körperschaften, Anstalten und Stiftungen des öffentlichen Rechts
| Grundamtsbezeichnung                                | Zusätze |
| --------------------------------------------------- | --- |
| Hauptwart                                           | Betriebs- |
| Sekretär Obersekretär< Hauptsekretär Amtsinspektor  | Archiv- Bibliotheks- Gemeinde- Justiz- Kreis- Stadt- Steuer- Technischer Verbands- Vermessungs- Verwaltungs- Veterinärhygiene-                                                              |
| Inspektor Oberinspektor Amtmann Amtsrat Oberamtsrat | Archiv- Bank- Bau- Bibliotheks- Brand- Forst- Gemeinde- Justiz- Kreis- Landwirtschafts- Sozial- Stadt- Steuer- Technischer Vermessungs- Verbands- Verwaltungs-                              |
| Rat Oberrat Direktor Leitender Direktor             | Archiv- Bank- Bau- bei der Landeskreditbank Bibliotheks- Brand- Chemie- Forst- Landwirtschafts- Medizinal- Pharmazie- Psychologie- Rechts- Technischer Vermessungs- Verwaltungs- Veterinär- |

Die Gemeinden, Landkreise und Städte können festlegen, dass Zusätzen, die auf die Laufbahn oder Fachrichtung hinweisen, der weitere Zusatz Gemeinde-, Kreis- oder Stadt- vorangestellt wird.

#### Saarland
| Grundamtsbezeichnung                                                     | Zusätze |
| ------------------------------------------------------------------------ | --- |
| Aufseher Oberaufseher                                                    | Forst- |
| Oberwart Hauptwart                                                       | Eich- |
| Wachtmeister Oberwachtmeister Hauptwachtmeister Erster Hauptwachtmeister | Justiz- |
| Assistent Sekretär Obersekretär Hauptsekretär Amtsinspektor              | Bibliotheks- Eich- Forst- Gemeinde- Gesundheits- Gewerbe- im Justizvollzugsdienst Justiz- Kartographen- Kreis- Regierungs- Stadt- Stadtverbands- Steuer- Universitäts- Verwaltungs- Vermessungs-                                                                                          |
| Assistent Sekretär                                                       | Vollstreckungs- |
| Inspektor Oberinspektor Amtmann Amtsrat Oberamtsrat                      | Archiv- Bau- Bergrevier- Bergvermessungs- Bibliotheks- Brand- Datenverarbeitungs- Eich- Fernmelde- Forst- Gartenbau- Gemeinde- Gesundheits- Gewerbe- Justiz- Kartographen- Kreis- Obstbau- Regierungs- Sozial- Stadt- Stadtverbands- Steuer- Universitäts- Vermessungs- Verwaltungs-      |
| Rat Oberrat Direktor Leitender Direktor                                  | Archiv- Bau- Berg- Bergvermessungs- Bibliotheks- Biologie- Brand- Chemie- Eich- Forst- Gartenbau- Geologie- Gewerbe- Gewerbemedizinal- Kriminal- Landwirtschafts- Medizinal- Pharmazie- Polizei- Psychologie- Regierungs- Universitäts- Vermessungs- Verwaltungs- Veterinär- Wirtschafts- |

Ohne Zusatz werden folgende Amtsbezeichnungen verwendet:
- Oberamtsgehilfe
- Hauptamtsgehilfe
- Amtsmeister
- Oberamtsmeister
- Oberbetriebsgehilfe
- Hauptbetriebsgehilfe
- Betriebsmeister
- Oberbetriebsmeister
- Betriebsassistent
- Werkmeister
- Oberwerkmeister
- Hauptwerkmeister
- Betriebsinspektor

Rechtsgrundlage: Verordnung über die Festsetzung von Amtsbezeichnungen vom 18. Januar 1977 (Amtsblatt 77,109), zuletzt geändert durch Gesetz Nr. 1327 (4. RBG) vom 26. Januar 1994 (Amtsbl. 94,509).

#### Sachsen-Anhalt
Im Land Sachsen-Anhalt sind die Zusätze zu den Grundamtsbezeichnungen der Besoldungsordnung A in der Anlage zum Gemeinsamen Runderlass des Ministeriums des Innern, der übrigen Ministerien und des Landtags ohne das Ministerium der Justiz vom 4. Oktober 2010 geregelt.

## Richter und Staatsanwälte
Amtsbezeichnungen der Richter auf Lebenszeit und der Richter auf Zeit (§ 11 DRiG) sind
- „Richter“
- „Vorsitzender Richter“,
- „Direktor“,
- „Vizepräsident“ oder
- „Präsident“

mit einem das Gericht bezeichnenden Zusatz „Richter am …“, „Vorsitzender Richter am …“, „Direktor des …“, „Vizepräsident des …“, „Präsident des …“; (§ 19a Abs. 1 DRiG). Richter kraft Auftrags (§ 16 DRiG) führen im Dienst die Bezeichnung „Richter“ mit einem das Gericht bezeichnenden Zusatz („Richter am …“; § 19a Abs. 2 DRiG). Richter auf Probe führen die Bezeichnung „Richter“, im staatsanwaltschaftlichen Dienst die Bezeichnung „Staatsanwalt“ (§ 19a Abs. 3 DRiG).
Die konkreten Amtsbezeichnungen (Grundamtsbezeichnung in Verbindung mit der Gerichtsform) sowie deren Zuordnung zu einer Besoldungsgruppe finden sich grundsätzlich in der Bundesbesoldungsordnung R (Anlage III BBesG) und den Landesbesoldungsordnungen R der Länder. Die Staatsanwälte im Bundesdienst führen die Amtsbezeichnungen Staatsanwalt beim Bundesgerichtshof (Besoldungsgruppe R 2), Oberstaatsanwalt beim Bundesgerichtshof (Besoldungsgruppe R 3), Bundesanwalt beim Bundesgerichtshof (Besoldungsgruppe R 6; als Abteilungsleiter bei der Bundesanwaltschaft oder als ständiger Vertreter des Generalbundesanwalts Besoldungsgruppe R 7) und Generalbundesanwalt beim Bundesgerichtshof (Besoldungsgruppe R 9).
Die heutigen Amtsbezeichnungen wurden am 1. Oktober 1974 durch das „Gesetz zur Änderung der Bezeichnungen der Richter und ehrenamtlichen Richter und der Präsidialverfassung der Gerichte“ vom 26. Mai 1972 (BGBl. I S. 841) eingeführt. Sie war Teil der Justizreform in den 1970er Jahren. Die Bezeichnungen Vizepräsident und Direktor traten später hinzu. Die Neuregelung hatte nach der amtlichen Begründung der Bundesregierung zum Ziel, die bisherigen über 30 Amtsbezeichnungen der Richter zu vereinfachen und zu vereinheitlichen, insbesondere die weitgehend an den hierarchischen Aufbau der Verwaltungsbehörden angelehnten Amtsbezeichnungen durch Bezeichnungen zu ersetzen, die die Tätigkeit und Stellung des Richters besser als bisher kennzeichneten. Der federführende Rechtsausschuss des Deutschen Bundestages sprach sich mehrheitlich für eine einheitliche Bezeichnung Richter ohne Zusätze, mit Ausnahme der Präsidenten, aus. Der Bundesrat verlangte die Einberufung des Vermittlungsausschusses und sprach in den Gründen von einer „Einebnung“ der Amtsbezeichnungen und einer „Gleichschaltung“.
Die bisher zu Gerichtspräsidenten ernannten Richter führten ab dem 1. Oktober 1972 die Amtsbezeichnung Präsident, die zu Landgerichtsdirektoren, Verwaltungsgerichtsdirektoren, Landesarbeitsgerichtsdirektoren, Senatspräsidenten oder Vizepräsidenten ernannten Richter die Amtsbezeichnung Vorsitzender Richter und die übrigen Richter die Amtsbezeichnung Richter. Dazu trat ein das Gericht bezeichnender Zusatz. (BGBl. I S. 841, 852)
Das Bundesverfassungsgericht bejahte in einem Beschluss des Zweiten Senates vom 27. Juni 1974 die Gesetzgebungskompetenz des Bundes in Bezug auf die Amtsbezeichnungen der Richter. Diese war durch Art. 98 Grundgesetz (alte Fassung) gegeben.
Die bis zum 30. September 1972 gültigen Amtsbezeichnungen für Richter waren (BGBl. 1971 I S. 208, 229):
- Landgerichtsrat
- Amtsgerichtsrat
- Oberamtsrichter
- Verwaltungsrichter
- Landgerichtsdirektor
- Kammergerichtsrat
- Amtsgerichtsdirektor
- Oberverwaltungsrichter
- Amtsgerichtspräsident
- Vizepräsident
- Senatspräsident
- Landgerichtspräsident